# Fratelli Alinari
Fratelli Alinari est une firme photographique fondée à Florence en 1852.
Elle est la plus ancienne maison d'édition spécialisée en photographie du monde. Ses archives contiennent trois millions et demi de photographies, allant des daguerréotypes aux récentes photographies numériques.

## Fondation
En 1852, Leopoldo Alinari, avec ses frères Giuseppe et Romualdo, fondent l'atelier photographique, spécialisé dans les portraits, les photographies d'œuvres d'art et de monuments historiques.
Le catalogue Alinari s'enrichit grâce à l'activité de Vittorio, fils de Leopoldo, qui publie des ouvrages illustrés de photographies spécialement conçus, comme celui consacré aux lieux de la Divine Comédie.
Au cours du XXe siècle, les photographies de l'atelier Alinari constituent la principale source d'illustrations (plus de 10 %) de la grande édition italienne.

## AuXXIesiècle
Aujourd'hui, la société, toujours basée à Florence, est spécialisée dans la technologie professionnelle actuelle. En 2001, Alinari crée l'Archive Digitale qui contient maintenant plus de 200 000 images accessibles sur le site commercial Alinari Archives et 150 000 dans la section éducation.
Alinari est un éditeur de livres photographiques et utilise toujours l'artisanale technique du collotype.

## Expositions
- juillet - octobre 1977 : Gli Alinari : fotografi a Firenze 1852-1920, Fort Belvedere, Florence[2].
- 2002 : Gli Alinari editori : il contributo iconografico degli Alinari all'editoria mondiale, Biblioteca nazionale centrale, Florence[3].
- 2 février - 2 juin 2003 : Fratelli Alinari fotografi in Firenze : 150 anni che illustrarono il mondo 1852-2002, Palais Strozzi, Florence.
- 10 novembre 2004 - 6 mars 2005 : Vu d'Italie 1841-1941 : la photographie italienne dans les collections du Musée Alinari, Pavillon des arts, Les Halles, Paris[4].
- 2022 : Fotografe ! Dagli archivi Alinari a oggi, Villa Bardini et Fort Belvedere, Florence[5].

Œuvres des frères Alinari
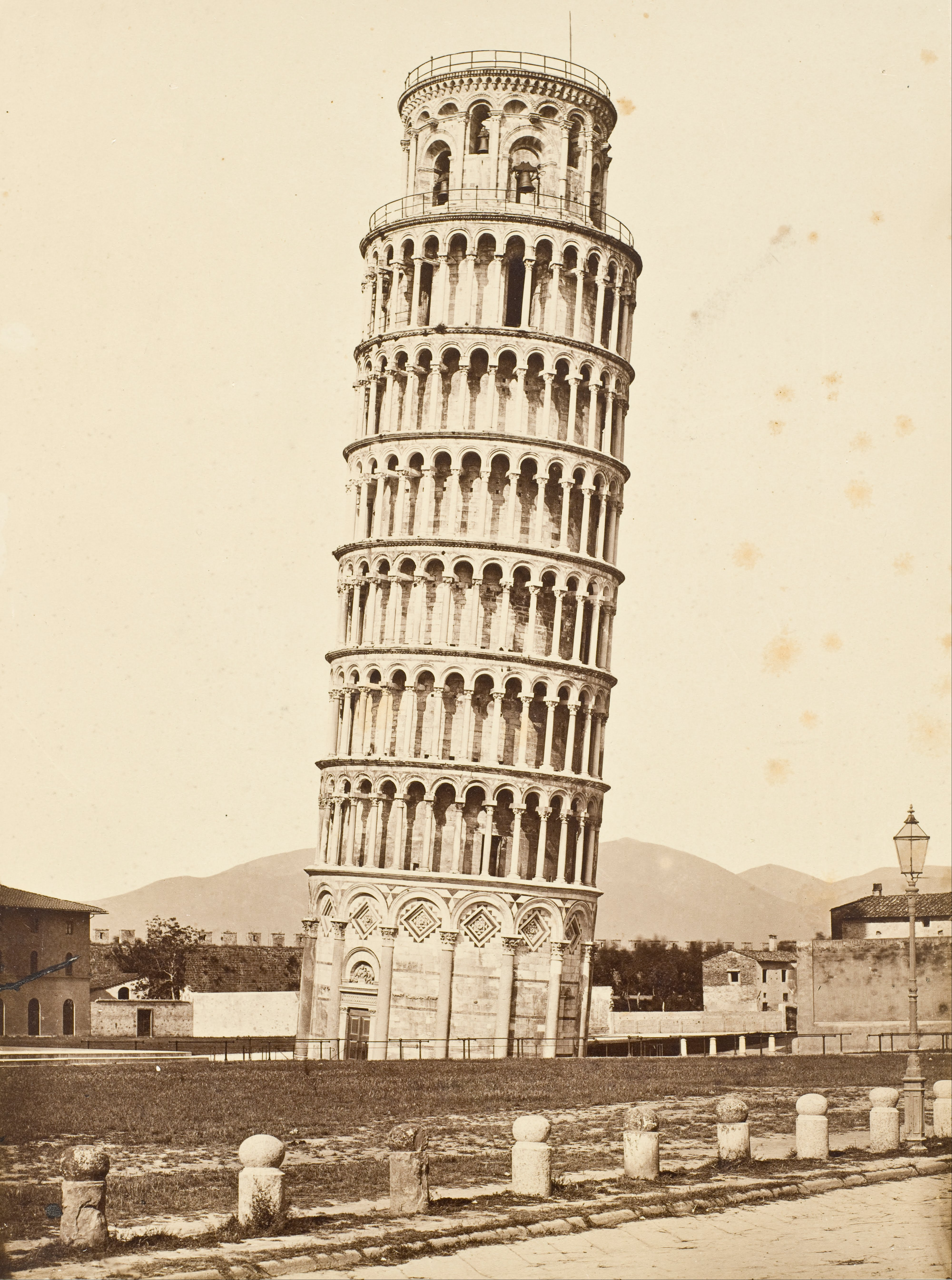
Le Campanile, Pise, vers 1850, musée d'Art du comté de Los Angeles.
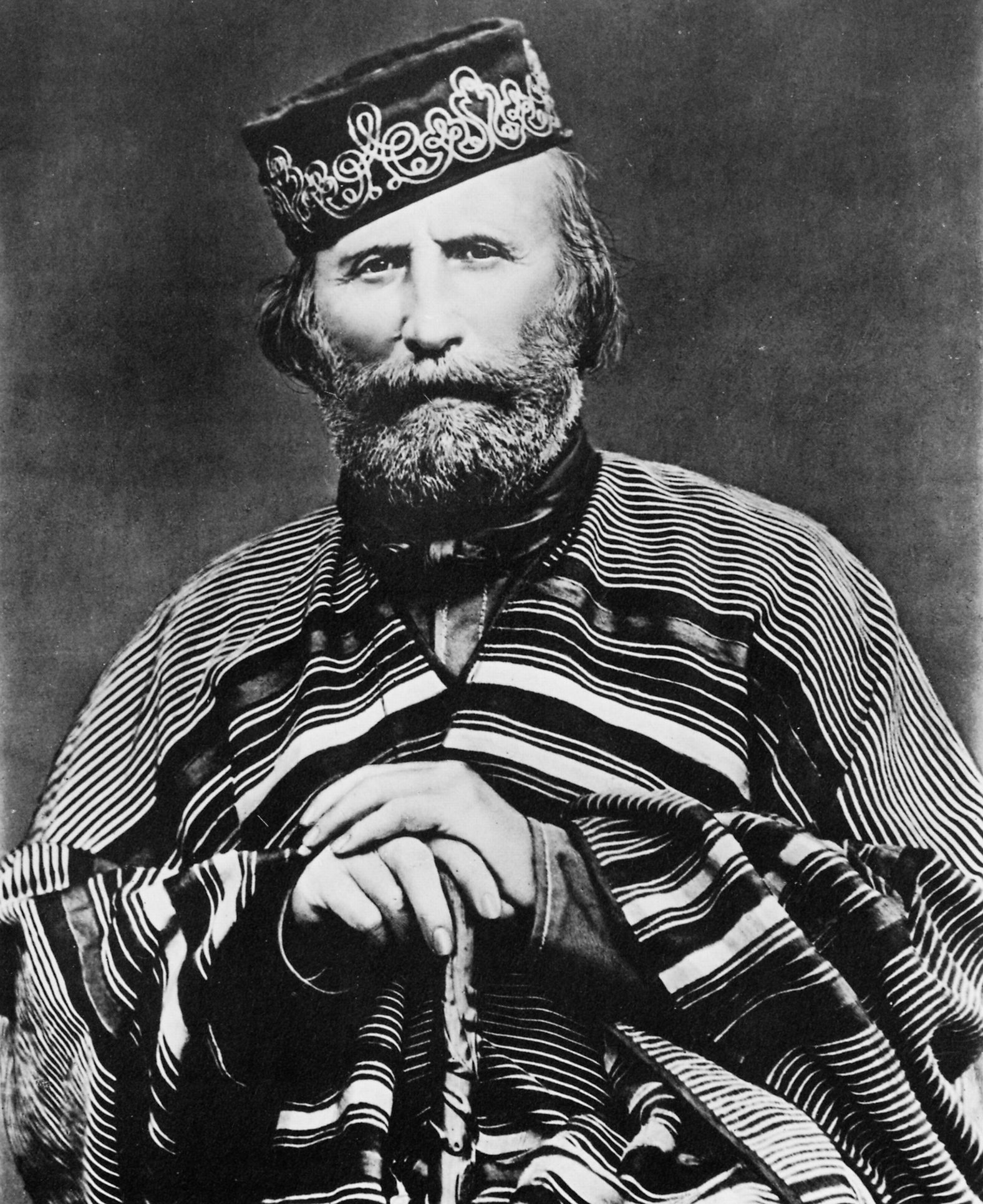
Giuseppe Garibaldi, vers 1867.
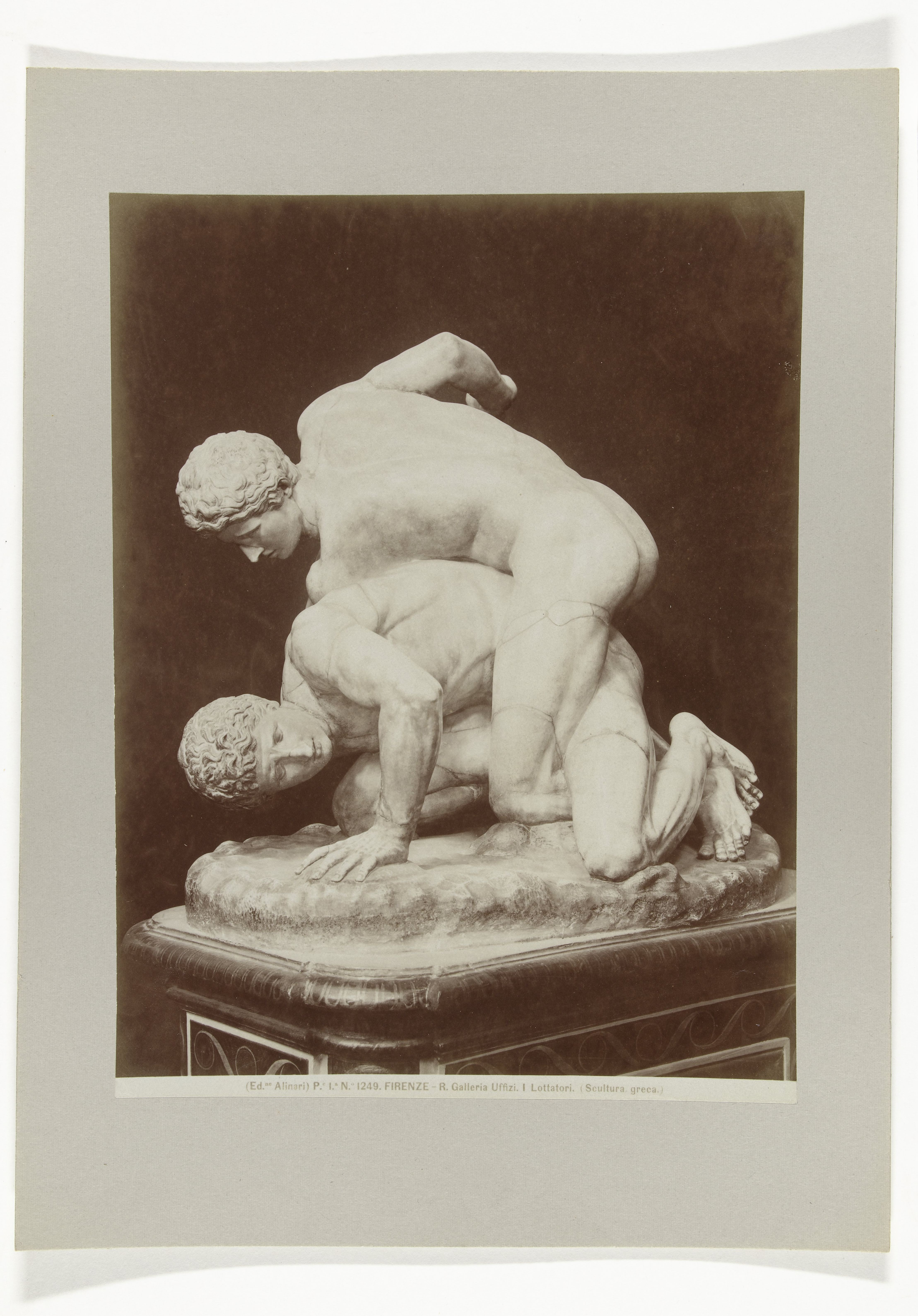
Les Lutteur. Galerie des Offices, vers 1880-1895, Amsterdam, Rijksmuseum.